# Aleisanthia
Aleisanthia é um género botânico pertencente à família Rubiaceae.

## Espécies
Apresenta duas espécies:
- Aleisanthia rupestris
- Aleisanthia sylvatica